# Обрий (платформа)
Обрий (до 2011 24 км (платформа)) - остановочный пункт Южной железной дороги, находящийся на востоке города Харькова, вблизи одноименного микрорайона "Горизонт", практически под Харьковской окружной автомобильной дорогой. Расположен на углу улиц Пятихатской и Сергея Тархова.
Поезда дальнего следования здесь не останавливаются.
В рамках демонтажа чётного пути в начале 2000-х, была перестроена платформа. Ранее положение двух платформ было островным относительно путей, однако они были демонтированы, а существующая возведена на месте чётного пути ,до 1990х годов возле платформы был расположен ж/д переезд ,но потом он закрылся и теперь используется пешеходами.

## Путевое развитие
Единственный путь перегона Харьков-Балашовский - Зелёный Колодезь.

## Сооружения
Здание кассы.

## Поезда
Пассажирское сообщение отсутствует. А до 24 февраля 2022 года участок Харьков-Балашовский - Зелёный Колодезь обслуживался исключительно электропоездами ЭР2, ЭР2Р, ЭР2Т депо Харьков. В чётном направлении поезда ехали до станции Лосево, в нечётном - до станции Граково.